# Ilha Iki

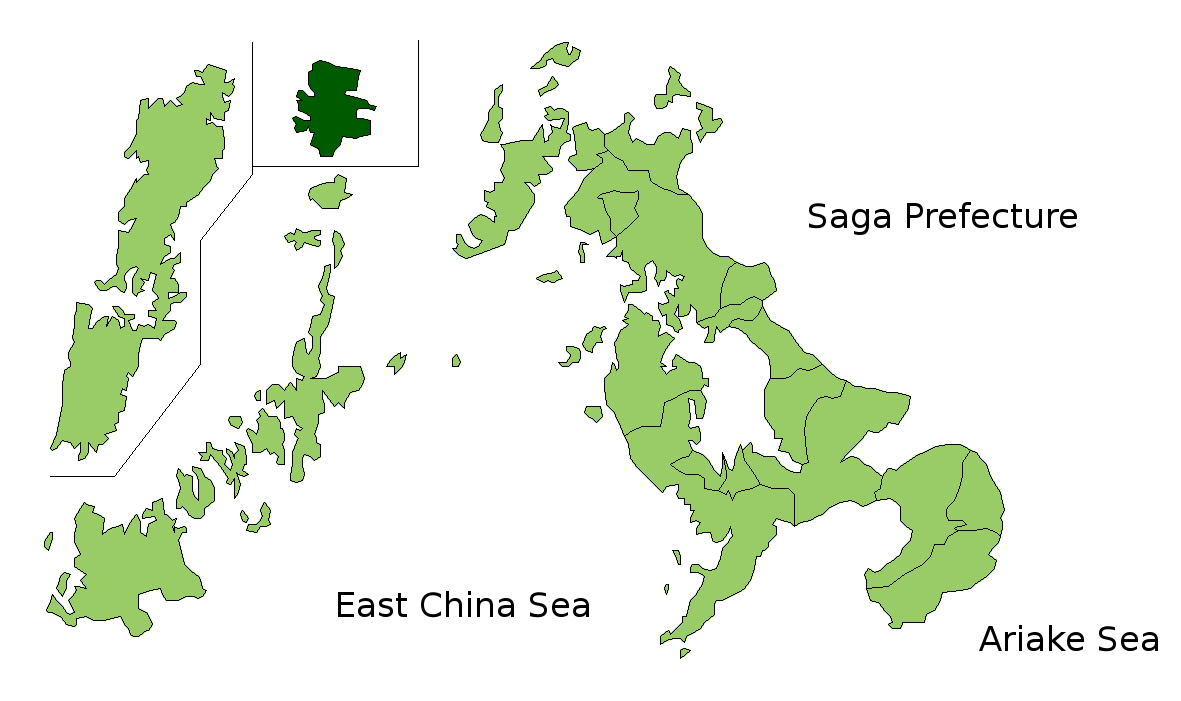

Ilha Iki situada entre a ilha de Kyushu e as ilha de Tsushima no Estreito de Tsushima, no canal leste do Estreito da Coreia. Pertence atualmente à Província de Nagasaki, no Japão. A cidade de Iki é o centro do governo local 